# Lepilemur fleuretae
Lepilemur fleuretae (Лепілемур Фльорета) — вид приматів родини лепілемурових (Lepilemuridae). Вид названий на честь Фльорета Андріанцілаво (малаг. Fleurette Andriantsilavo), колишнього генерального секретаря малагасійского Міністерства охорони навколишнього середовища.

## Зовнішній вигляд
Lосягають довжини тіла 23-27 см, довжина хвоста близько 30 см і вагf 0,8—1,1 кг. Шерсть в основному сірого кольору, руки і ноги червонуваті. Живіт від світло-сірого до світло-коричневого кольору, хвіст червонувато-сірий і темнішає до кінця. Голова округла, очі збільшені як адаптація до нічного життя, в оточенні білих полів.

## Поширення
Цей вид знаходиться на південному сході Мадагаскару. Вид вкрай обмежений трьома невеликими фрагментами. Населяє первинні і вторинні тропічні ліси.

## Поведінка
Як і всі лепілемури веде нічний спосіб життя і зазвичай залишаються на деревах. В іншому випадку, мало що відомо про їх спосіб життя. Як і всі лемури, мабуть, споживає листя, плоди, квіти та інше.

## Загрози
Цей вид знаходиться під загрозою значної втрати середовища існування і деградації, а також неприйнятних рівнів полювання. Присутній в Національному парку Андохахела.